# I Battaglione CC.NN. "IX Settembre"
Il I Battaglione CC.NN. "IX Settembre" fu un battaglione italiano di Camicie Nere della Repubblica Sociale Italiana, durante la seconda guerra mondiale. Attivo come compagnia dall'indomani dell'armistizio dell'8 settembre 1943, dal dicembre 1943 fino al 4 marzo 1944 come Battaglione Zardo fu inquadrato nella divisione Brandenburg della Wehrmacht, quando passò nelle file delle forze armate della RSI e assunse la denominazione di I Battaglione CC.NN. "IX Settembre".

## Storia
Dopo l'annullamento dell'Operazione Ercole per l'invasione di Malta, il 17 gennaio 1943 due reparti del "Raggruppamento speciale da sbarco" della Milizia Volontaria per la Sicurezza Nazionale, il L Battaglione CC.NN da sbarco "Treviso" e il XLII Battaglione CC.NN. da sbarco "Vicenza" vennero trasferiti nei pressi di Tolone, nella Francia di Vichy, rispettivamente a La Seyne-sur-Mer e a Saint-Mandrier-sur-Mer.

### Da compagnia a battaglione
Con la caduta del fascismo il 25 luglio 1943 e la proclamazione del Governo Badoglio I, il capitano Adalberto Zardo riunì la 3º Compagnia del L Battaglione per discutere della situazione e sulla fiducia alla Germania Nazista, confermata il 9 settembre dopo che l'Ente Italiano per le Audizioni Radiofoniche diffuse la notizia dell'armistizio di Cassibile. Il Comando nazista trasmise la notizia al Comando di Ollioules, che inviò immediatamente le direttive da seguire.
Circa 400 uomini rimasero fedeli al comando nazista, e il numero aumentò fino al 23 settembre, quando raggiunse circa 600 uomini. Una volta formata la compagnia, gli uomini vennero trasferiti nell'ex caserma della Regia Marina nel forte di Cap Brun e vennero aggregati, come compagnia, con una divisione della Brandenburg comandata dal generale Alexander Phulstein.
Ottenuta l'autonomia e la consistenza di battaglione il 26 dicembre 1943, assunse il nome di "Battaglione Zardo".
Il battaglione può essere considerato la prima unità militare della Repubblica Sociale Italiana (RSI).
A testimonianza di ciò Benito Mussolini, durante una visita a Castrocaro Terme e Terra del Sole il 14 agosto 1944, esclamò:
(Benito Mussolini)
Adottò la denominazione di Battaglione CC.NN. "IX Settembre" solo il 4 marzo 1944.

### La nascita del PFR teramano e le attività nella città
Giunti a Teramo il 13 ottobre 1943 e stanziati presso l'Istituto Liceale Giovannina Milli, i soldati del battaglione contribuirono alla nascita del Partito Fascista Repubblicano locale, intervenendo vivacemente con degli articoli sul settimanale "Tempo Nuovo". A corto di personale, il comandante Zardo iniziò una campagna di arruolamento, in concomitanza con la chiamata obbligatoria alle armi dei nati nel 1924 e 1925. Molti giovani, soprattutto sfollati da Chieti e Pescara a causa della ritirata nazista, presentarono domanda di arruolamento, per essere poi subito armati dal battaglione. Il compito del reparto nel teramano era quello di rintracciare alcuni slavi e soldati angloamericani utilizzando i rastrellamenti, impedire eventuali attentati dei partigiani e di pattugliare alcune zone, come la stazione ferroviaria di Teramo, il lungomare tra San Benedetto del Tronto e Roseto degli Abruzzi e la caserma dove era depositata l'artiglieria. Fu proprio durante il compito di questi servizi che il Battaglione si ritrovò più volte a scontrarsi con i gruppi della resistenza italiana e con le truppe Alleate, infatti numerose volte la zona di alloggio delle truppe venne attaccata da cacciabombardieri.

#### La cattura e l'uccisione di Ercole Vincenzo Orsini

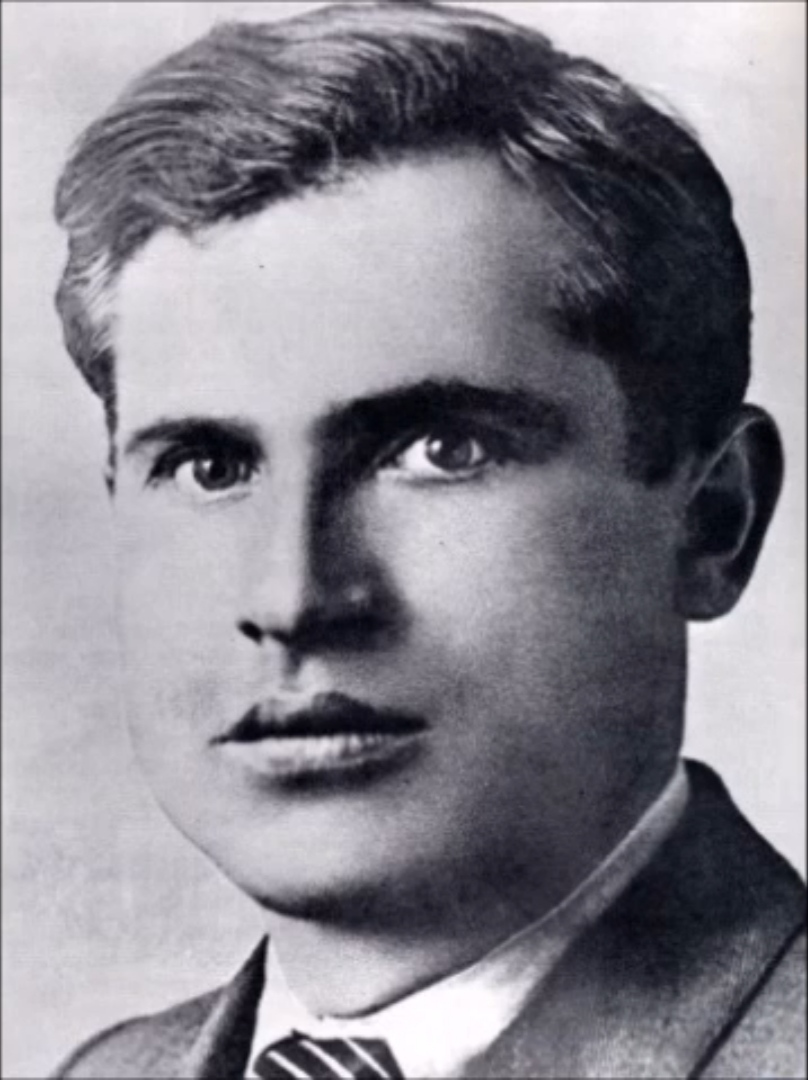
Ercole Vincenzo Orsini

Il 13 dicembre una pattuglia del Battaglione, ferma nella piazza principale di Montorio al Vomano, fermarono Ercole Vincenzo Orsini, un comunista ricercato per essere l'organizzatore della resistenza nel teramano. Orsini, uscito dal Caffè degli Amici, venne fermato per accertamenti dalle truppe fasciste, ma chiedendo di andare in bagno, venne accompagnato dal legionario De Bianchi. Giunto ai gabinetti, situati in via del Prato, Orsini estrasse una rivoltella, freddò con quattro colpi alle spalle il soldato e fuggì. Dopo essere stato catturato nei pressi del mulino Boccanera, venne ucciso dal caposquadra Defendente Iorini.

### I cicli operativi all'Elba e a Nettuno
- Ciclo operativo nell'Isola d'Elba (27 ottobre 1943 - 5 gennaio 1944): un plotone venne inviato nell'Isola d'Elba per aiutare i tedeschi ad assicurare il controllo dell'isola alla RSI, nonostante l'isola fosse già difesa da circa 10 000 soldati guidati dal generale Achille Gilardi. Durante questo periodo, i soldati si trovarono a combattere con i ribelli e ad effettuare rastrellamenti. Molti combattenti del Regio Esercito si arruolarono volontariamente, mentre altri vennero spediti nei campi di concentramento.
- Ciclo operativo a Civitella Roveto (3 novembre 1943 - 10 gennaio 1944): un gruppo tattico del III Plotone venne stanziato a Civitella Roveto, con i compiti di rastrellamento, evitare sabotaggi e controllo stradale in direzione di Sora.
- Ciclo operativo ad Anzio, Nettuno e Minturno (23 gennaio 1944 - 5 febbraio 1944): dopo lo sbarco di Anzio, un cospicuo numero di soldati del Battaglione partì in direzione del Lazio. Il grosso del Battaglione venne diviso dal centurione Adalberto Zardo: un reparto venne stanziato ad Anzio e Nettuno, a fianco delle truppe tedesche,[7] mentre un gruppo tattico venne inviato sul fiume Garigliano, nei pressi di Minturno. Nella notte del 28 gennaio alcuni soldati, in numero inferiore, riuscirono a catturare un intero reparto statunitense, sparando con i mortai all'inizio e alla coda della colonna mobile Alleata che, pensando di essere accerchiata, si arrese.
- Ciclo operativo ad Ortona (10 febbraio 1944 - 2 marzo 1944): i primi legionari a raggiungere i pressi di Ortona furono quelli di ritorno da Nettuno. Il Battaglione si occupò di operazioni antisbarco, perlustrazioni e cattura di soldati Alleati, per poi esse sostituiti dalla polizia militare tedesca.

### L'arrivo nelle Marche

#### L'affiancamento alla Brandenburg e l'eccidio di Montalto

Il sottotenente Achille Barilatti

Nel marzo 1944 il battaglione si trova nelle Marche, inviati ad affiancare il Kampfgruppe "Hettinger" del 3º Reggimento della Brandenburg, che si occupava di protezione stradale e repressione dell'attività partigiana. Arrivati nel territorio della provincia di Macerata in seguito ad un attacco partigiano avvenuto lungo la Strada Statale 77 ai danni dell'Ispettorato militare del lavoro e all'eccidio di Muccia, dove i partigiani uccisero con mitra e granate sette soldati della RSI, si occuparono di rastrellamenti e di azioni antipartigiane. Durante la notte del 19 marzo, mentre i combattenti del Battaglione erano stanziati a Muccia, una vedetta notò l'arrivo di un Lancia 3Ro dal convento di San Liberato, sequestrato al Regio Esercito dai partigiani. L'autocarro, non fermandosi all'alt, venne messo fuori uso da un milite, ma una volta fermo, i membri della resistenza iniziarono uno scontro a fuoco. Terminato lo scontro, 12 partigiani, tra cui Achille Barilatti, vennero catturati e condotti al Comando di Muccia, che decise la fucilazione di coloro che non collaborarono e di effettuare un processo a Macerata. Dopo aver studiato un accurato piano grazie alle informazioni ricevute dagli antifascisti, circa 80 soldati nazifascisti partirono in direzione di Caldarola, per poi dividersi nei pressi di Vestignano. I soldati che raggiunsero Montalto sorpresero e catturarono i partigiani del sottotenente Barilatti, poco armati e rifugiati in case civili, poi condotti, insieme ad altri catturati nei pressi di Caldarola, il giorno dopo alla fucilazione: l'episodio, conosciuto come eccidio di Montalto, costò la vita a 31 antifascisti. Ripartiti da Montaldo, il Battaglione e il reparto Brandenburg attuarono numerosi rastrellamenti a Matelica, Castelraimondo e sul Monte San Vicino, dove si trovarono a combattere e stanare numerosi partigiani.

#### Il rastrellamento di Sarnano e la divisione dalla Brandenburg
Giunti a Sarnano il 29 marzo e posizionati i mortai in direzione del centro storico, aprirono il fuoco per un quarto d'ora contro il paese, colpendo volontariamente solo edifici secondari. Molti edifici storici, però, come la collegiata di Santa Maria Assunta e la chiesa di San Francesco, subirono danni. I partigiani della banda di Decio Filipponi, che avevano trascorso la notte in paese, fuggirono, mentre altri fuggitivi furono costretti a ritornare in paese. I tedeschi radunarono circa 800 maschi in piazza della Libertà, allora piazza Vittorio Emanuele II, con l'intento di spaventarli attraverso la presenza di un cappio appeso al palazzo Galeotti. Ripartiti da Sarnano, una parte del Battaglione si diresse verso Fabriano, mentre altri verso l'ascolano, effettuando rastrellamenti a Comunanza, Fermo e a Santa Vittoria in Matenano. Giunti nei pressi del sito archeologico Forca di Ancarano, i militi del Battaglione iniziarono la caccia ai partigiani rifugiati nella zona, individuando un gruppo con a capo il montenegrino Zoran Kompanjet, attivo tra Visso e Foligno.
Queste operazioni, congiunte con i reparti della Brandenburg e con la Guardia Nazionale Repubblicana (GNR), ebbero un notevole successo: a conferma di ciò, infatti, il rapporto (lagebericht) stilato a Macerata dai tedeschi, relativo al periodo che va dal 15 marzo al 15 aprile, sottolinea che più di 140 artigiani furono uccisi, che la popolazione aumentò la fiducia nei confronti dei reparti nazisti e che più di 400 giovani si presentarono al comando tedesco per il servizio militare. Il rapporto stilato il 3 aprile dalla GNR riporta:
Con il trasferimento del comando del Battaglione a Marino, si accesero alcuni contrasti tra la Brandenburg e il Battaglione, a causa di violenze compiute nei confronti di civili dal reparto nazista. Questa situazione accelerò il distacco dei due corpi d'armata e portò all'adesione, da parte del Battaglione, all'Esercito Nazionale Repubblicano.
La partenza del battaglione dalle Marche lasciò libero spazio alle operazioni per la riorganizzazione delle squadre partigiane, cosa che portò il comando del battaglione a farlo tornare nel territorio. Il primo paese ad essere raggiunto nel secondo ciclo operativo fu Sarnano, dove collaborò con i nazisti della Alpenjäger, che sostavano nell'attuale ex sede Enel, per contrastare l'attività partigiana nel paese e nella frazione di Piobbico. Nel mentre, altre truppe si mobilitarono in varie cittadine, come Comunanza, Amandola e Matelica.

#### Lo scontro di Campanelle e la fucilazione di tre partigiani
Il 5 maggio, nei pressi del fiume Fiastra, il gruppo effettuò alcune azioni antipartigiane nella zona della SS 78 di San Ginesio, dove si scontrarono con degli antifascisti del Gruppo Vera nei pressi di Campanelle. Dopo due ore di scontro, i ribelli esaurirono le munizioni e furono raggiunti dalle truppe del battaglione. Ad essere catturati e torturati furono due ribelli, Giovanni Fornari e Ivo Pacioni, mentre un terzo, il vicebrigadiere Glorio Della Vecchia, venne risparmiato in quando ex commilitone durante l'invasione dell'Albania di un soldato del battaglione. Condotti verso Passo San Ginesio, Ivo Pacioni, gravemente stordito, confessò di essere passati avanti alla dimora del loro comandante, il tenente Salvati (pseudonimo utilizzato da Della Vecchia nel gruppo Vera) e una volta ottenuta la confessione del carabiniere, gli fu tolta la possibilità di salvarsi come promesso dall'ex commilitone e tutti e tre vennero fucilati nei pressi dell'incrocio di Passo San Ginesio. I corpi restarono all'aria aperta per due giorni, mentre subito dopo l'uccisione, i militi del battaglione andarono a divertirsi presso il ristorante del luogo.

#### La strage di Sarnano

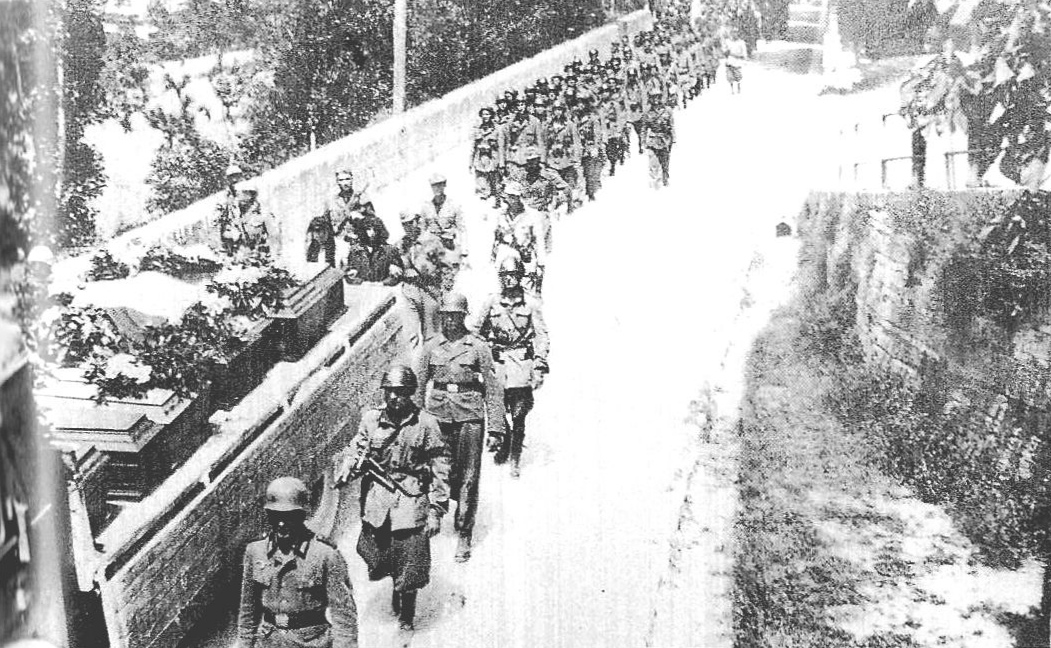
I funerali dei militi del I Battaglione CC.NN "IX Settembre" uccisi dai partigiani al poligono di tiro

Tra il 30 ed il 31 maggio 1944, il battaglione si trovò a combattere con due gruppi partigiani, il gruppo Niccolò e il gruppo Filipponi, che decisero di organizzare un'imboscata. Per avere notizie del battaglione, i partigiani catturarono a Campanotico il legionario Armando Capanna Piscé, caduto in trappola dopo essere stato sedotto da una donna locale. Condotto a Piobbico, fu torturato ucciso con un colpo alla testa con una rivoltella e il corpo occultato (venne ritrovato sono nel 1992). Il mancato ritorno del legionario non fece sospettare nulla al comando poiché spesso molti militi soggiornavano in varie famiglie che erano solite ospitarli. La mattina successiva, intorno alle 7, le truppe del battaglione si diressero al poligono di tiro per esercitarsi, ma una volta raggiunto il luogo, i partigiani aprirono il fuoco uccidendone cinque. Altri combattimenti si tennero in una casa privata, conosciuta come Casa Brandi, dove il milite Domenico Cortellini venne colpito alla testa dopo essersi affacciato dalla finestra per pettinarsi. Udendo i colpi, il caporale Benito Dazzani, allora 17enne, stanziato con il resto del plotone alle scuole, sventò in parte l'assalto alla casa, contrattaccando con un Brixia Mod. 35.

Dopo gli attacchi sul luogo giunsero tre camion di Waffen-SS inviate dal comando generale tedesco di Amandola per preparare una rappresaglia punitiva, ma furono bloccati dai militi dello stesso battaglione, incentivati anche dal caposquadra Italo Di Marzio, salvato al poligono da una donna del paese, Viola Brandi. Questo comportamento dei soldati fascisti limitò l’efficacia dell’agguato condotto dai partigiani, infatti secondo loro l'obiettivo voluto dai ribelli non fu raggiunto, perché una rappresaglia tedesca avrebbe alimentato l'odio nei confronti dei soldati della RSI e favorito l'ingresso nella resistenza. I funerali dei militi si svolsero nella collegiata di Santa Maria Assunta dal sacerdote Monaldo Cenciarelli di Albano Laziale. L'ufficiale Vincenzo Colacino, in una lettera al Sottosegretario di stato maggiore per l'esercito scrive:
(Vincenzo Colacino)
Augusto Pantanetti, partigiano del Gruppo Niccolò, riportò 47 morti, 17 feriti e 1 prigioniero, smentito poi dal giornale partigiano Bandiera Rossa, che confermò il parziale fallimento dell'operazione. Pantanetti, durante i preparativi dell'assalto scrisse:
(Augusto Pantanetti)
Gli ufficiali del battaglione proposero di concedere diverse onorificenze in onore dei caduti e ad essere insigniti fuorono Italo Di Marzio e Giuseppe Panzolato con la medaglia d'argento al Valor Militare, Benito Dazzani con le medaglie d'argento e di bronzo al Valor Militare e con una croce di ferro di II classe, Giuseppe Fazzini con la medaglia di bronzo, Marcello Scalaffa con una croce di guerra e Marsilio Gazzola con una croce di ferro di II classe.

#### L'inizio della ritirata verso nord
Pochi giorni dopo la strage di Sarnano, alcuni soldati di ritorno verso Teramo, vennero assaltati lungo la nazionale Teramo-Ascoli Piceno da un gruppo di partigiani nascosto nella foresta. Il comandante provinciale della GNR, in una comunicazione al Capo della Provincia, scrive:
(Comandante provinciale GNR, col. Trachi)
Raccolte le informazioni sul caso, il sergente maggiore Lorenzo Siddi e il legionario Marinaro si intrufolarono all'interno di un gruppo partigiano italo-slavo per raccogliere qualche informazione vitale con cui poi organizzarono un rastrellamento. Il lavoro si rivelò inutile: i ribelli partigiani, che avevano aumentato i sostenitori, riuscirono ad organizzarsi e creare un potere stabile, anche in vista dell'avvicinamento delle truppe alleate. Nel mentre altri esponenti della GNR, militi della RSI e due vigili urbani morirono. Le truppe fasciste furono così costrette a lasciare Teramo e iniziare la ritirata verso nord, spinti dalle conquiste alleate, ordine che venne emanato dal comando tedesco l'11 giugno 1944. Per quanto riguarda le truppe rimaste nella provincia di Macerata, la ritirata proseguì in direzione di Anghiari passando per Cingoli, San Ginesio, Tolentino, Jesi, Chiaravalle, Mondolfo, Senigallia, Fano, Fossombrone, Calmazzo, Urbino, Urbania e Sant'Angelo in Vado, dove poi ebbero l'ordine di raggiungere Macerata Feltria.

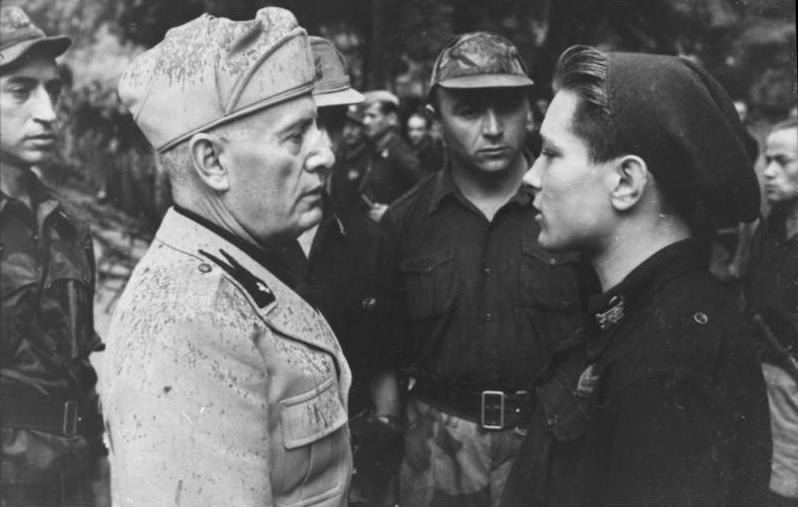
Mussolini con militi del battaglione nell'agosto 1944

### Ultimi mesi e scioglimento
Trasferiti a Castrocaro, in agosto ricevettero la visita di Mussolini, in giro d'ispezione tra i reparti. Il 20 settembre 1944 il battaglione fu trasferito in Val D'Aosta a protezione dei valichi e dei passi montani, operando insieme alla V Divisione Alpina germanica. Alla fine di novembre 1944 fu trasferito in Prussia orientale, al seguito della Panzergrenadier-Division Brandeburg, combattendo contro l'Armata Rossa sul Fronte orientale, fino a gennaio 1945, quando i superstiti rientrarono in Italia. 
Furono quindi due mesi in provincia di Brescia. A fine aprile 1945 circa 200 uomini seguirono i tedeschi in ritirata verso l'Austria, ma la maggioranza fu bloccata dai partigiani. Rinchiusi nella ex caserma di Vittorio Veneto furono passati per le armi. 

## Unità
Il I Battaglione CC.NN. "IX Settembre" era costituito da:
- Gruppo Führer (Comando)
- I Compagnia (Kompanie Trupp)
  - I Plotone 
    - I Squadra
    - II Squadra
    - III Squadra

  - II Plotone
    - I Squadra
    - II Squadra
    - III Squadra

  - III Plotone
    - I Squadra
    - II Squadra
    - III Squadra

  - IV Plotone
    - Squadra mitraglieri
    - Squadra mortai da 81 m/m
    - Squadra mortai da 45 m/m
- I Tross
- Servizi speciali (Plotone esploratori): avevano il compito di spionaggio, perlustrazione e infiltrazione.

## Mezzi ed equipaggiamenti

### Armamento
- Breda Mod. 30 (fucile mitragliatore), poi MG 42 (mitragliatrice) o Breda Mod. 38 (mistragliatrice)
- Beretta MAB 38 (mitra)
- Mauser Gewehr 98 (fucile)
- Breda Mod. 37 (mitragliatrice media)
- Brixia Mod. 35 (mortaio)
- Mortaio da 81 Mod. 35 (mortaio)

### Uniformi
L'uniforme rimase invariata da quella del Regio Esercito, anche se nel corso del combattimento cambiò in base alle divise prelevate dai soldati. Verso il 1944 i pantaloni grigioverdi vennero sostituiti da una mimetica. A differenza degli altri soldati della Guardi Nazionale Repubblicana, le truppe del Battaglione non portarono mai le mostrine con la doppia M né il gladio.

### Veicoli
- Lancia 3Ro - trasporto truppe
- Moto Guzzi Alce - motocarrozzetta
- SPA-Viberti AS43 - autoblindo

## Caduti
Negli attacchi caddero i seguenti soldati:
- Sottotenente Bruno Di MarzIo, 13 maggio;
- Legionario Valentino Ciocca, 13 maggio;
- Legionario Armando Capanna Piscé, 30 maggio;
- Maresciallo Giuseppe Panzolato, 31 maggio;
- Sergente maggiore Lorenzo Moro, 31 maggio;
- Sergente Spartaco Moroso, 31 maggio;
- Legionario William Cerritelli, 31 maggio;
- Legionario Domenico Cortechini, 31 maggio;
- Legionario Giovanni Di Julio, 31 maggio;
- Legionario Giuseppe Pazzini, 31 maggio;
- Legionario Giuseppe Tell, 31 Maggio;
- Caporale Giuseppe Panara, 4 giugno;
- Legionario Guido Blair, 26 giugno.